# Puthimari Nadi
Der Puthimari Nadi ist ein ca. 75 km langer rechter Nebenfluss des Brahmaputra im indischen Bundesstaat Assam.
Der Puthimari Nadi entsteht am Zusammenfluss von Lokhaitora (rechts) und Suklai (links). Er fließt anfangs 50 km nach Süden und wendet sich anschließend nach Westen. Bei Flusskilometer 3,5 trifft die Baralia von Norden kommend auf den Fluss. Diese stellt eine westliche Flussbifurkation der Lokhaitora dar. Schließlich erreicht der Puthimari Nadi 32 km westnordwestlich der Stadt Guwahati einen nördlichen Seitenarm des Brahmaputra. Auf seiner Fließstrecke durchquert der Fluss die Distrikte Baksa und Kamrup. Der Puthimari Nadi entwässert ein Areal von etwa 2540 km². Das Einzugsgebiet hat eine Breite in Ost-West-Richtung von etwa 20 km sowie eine Längsausdehnung in Nord-Süd-Richtung von etwa 125 km. Die nördliche Hälfte des Einzugsgebiets, etwa 1260 km², liegt in Bhutan und erstreckt sich dort über die südlichen Höhenkämme des Himalaya. Der südliche, indische Teil erstreckt sich über das Tiefland von Assam. Der Puthimari Nadi ist bekannt für seine Hochwasser während der Monsun-Zeit. Außerdem hat er eine hohe Sedimentfracht.